# Mr. Pauer
Toto González (Puerto La Cruz, Venezuela), más conocido por su nombre artístico Mr. Pauer, es un productor venezolano radicado en Miami, Florida por más de 20 años. Fue nominado a los  Premios Grammy Latinos en el 2011 en la categoría mejor álbum alternativo. Es considerado uno de los pioneros de la Electrónica Latina en la fusión de géneros tradicionales latinos con ritmos electrónicos. Ha colaborado con artistas como Diplo, Chucky73, Daddy Yankee, RedOne, French Montana, Goyo, Akapellah, McKlopedia, Amigos Invisibles y muchos más.
Se ha presentado en escenarios como EDC México, el Festival de Música del Mundo de Chicago, el Central Park Summer Stage, los Latin Grammys, y la Semana de la Música de Billboard, entre otros. También ha actuado internacionalmente en Colombia, Alemania, Canadá, Perú, Jamaica, Puerto Rico y la mayor parte de Centroamérica.

## Discografía

### Álbumes de estudio
- 2024: Inevitable
- 2017: Watermelon
- 2015: Orange
- 2011: Soundtrack

### Sencillos
- 2024: Bestia Total feat 3 Dueños
- 2024: Yo Tengo los Poderes
- 2024: Gungudu feat. Mystro
- 2024: Toy Forrao feat. Mcklopedia
- 2024: Tranquilo y Tropical
- 2024: Pa Tra feat. Chucky73
- 2024: Yo Tengo los Poderes
- 2024: En El Barrio
- 2023: Coco Frio
- 2023: La Sirena feat. McKlopedia
- 2023: Coco Frio
- 2017: Justice
- 2016: Pronto Vamo'a Llega (con Tumbao)
- 2015: Pasión (con Dama Vicke)
- 2015: Dare (con Ana Osorio y Maye Osorio)
- 2011: Cumbión del Sur (con Itagüí)

## Premios y nominaciones
| Año  | Trabajo nominado | Premio                 | Categoría               | Resultado | Ref. |
| ---- | ---------------- | ---------------------- | ----------------------- | --------- | ---- |
| 2011 | Soundtrack       | Premios Grammy Latinos | Mejor Álbum Alternativo | Nominado  |      |